# Jarmila Švabíková

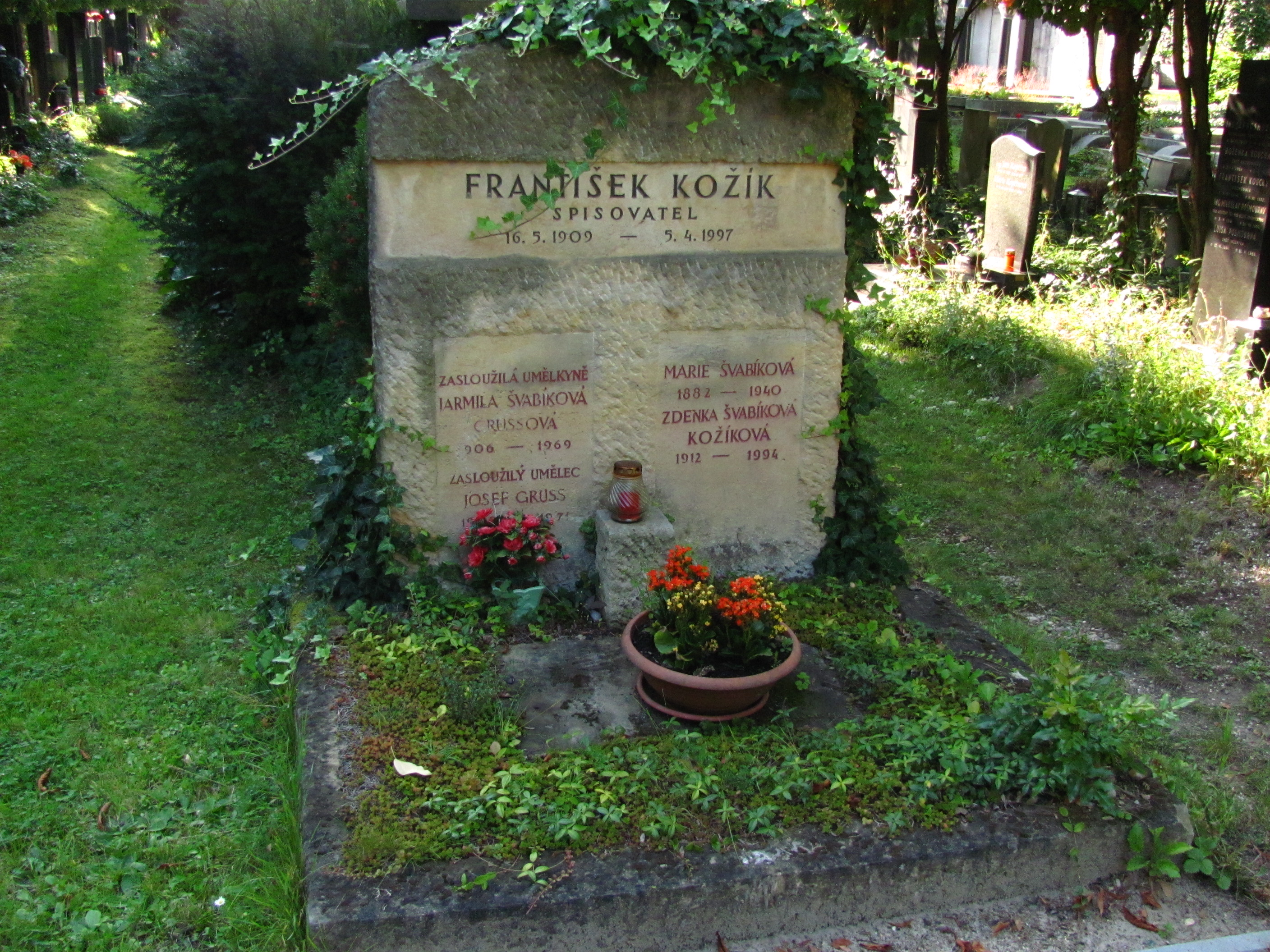
Rodinný hrob na Vinohradském hřbitově v Praze

Zasloužilá umělkyně Jarmila Švabíková (18. srpna 1906 Vídeň – 12. března 1969 Praha) byla česká herečka.

## Život
Studovala na brněnské Státní konzervatoři, studium ukončila v roce 1924. První angažmá získala v avantgardním souboru Českého studia Vladimíra Gamzy (1924–1925), později působila krátce v pražských divadlech a v roce 1927 hrála v České komorní scéně Jiřího Plachého. Vystupovala také v Českém divadle v Olomouci.
V letech 1929–1930 a pak znovu 1933 až 1938 působila v Osvobozeném divadle, na přelomu třicátých a čtyřicátých let minulého století (1938–1941) hrála v souboru Divadla Vlasty Buriana společně s Jaroslavem Marvanem, Václavem Tréglem, Čeňkem Šléglem a dalšími. Dva roky strávila v Divadle Uranie (1941–1942), v letech 1942 až 1954 pak byla členkou souboru Divadla na Vinohradech, resp. Divadla československé armády. Později působila v Městských divadlech pražských (1954–1969).
Stala se manželkou herce Josefa Grusse. Její mladší sestra Zdeňka Švabíková, provdaná Kožíková, manželka spisovatele Františka Kožíka, byla rovněž herečkou.
Je pochována v rodinném hrobě Františka Kožíka na pražském Vinohradském hřbitově.

## Ocenění
- 1966 titul zasloužilá umělkyně

## Divadelní role, výběr
- 1929 V+W: Líčení se odročuje, Simone Claire, Osvobozené divadlo, režie V+W
- 1930 V+W: Ostrov Dynamit, Halmahéra, Osvobozené divadlo, režie V+W
- 1933 V+W: Osel a stín, Hekatomba, Osvobozené divadlo, režie Jindřich Honzl
- 1934 V+W dle E. M. Labiche: Slaměný klobouk, tanečnice, Osvobozené divadlo, režie Jindřich Honzl
- 1934 V+W: Kat a blázen, Doňa Ibane, Osvobozené divadlo, režie Jindřich Honzl
- 1935 V+W: Balada z hadrů, Kateřina de Vausselles, Spoutané divadlo, režie Jindřich Honzl
- 1936 V+W: Nebe na zemi, Catastrofa, Osvobozené divadlo, režie Jindřich Honzl
- 1936 V+W: Rub a líc, hlasatelka Markéta, Osvobozené divadlo, režie Jindřich Honzl
- 1937 V+W: Těžká Barbora, služka Siska, Osvobozené divadlo, režie Jindřich Honzl
- 1938 V+W: Pěst na oko aneb Caesarovo finále, Anežka, Osvobozené divadlo, režie Jindřich Honzl
- 1942 H. H. Ortner: Isabela Španělská, Isabela, divadlo Uranie, režie A. Klimeš
- 1943 Alois Jirásek: Vojnarka, Madlena Vojnarová, Divadlo na Vinohradech, režie Gabriel Hart
- 1945 O. J. Kornijčuk: Zkáza eskadry, Oksana, Divadlo na Vinohradech, režie Bohuš Stejskal
- 1947 František Langer: Periférie, Anči, Divadlo na Vinohradech, režie Jaroslav Kvapil
- 1955 G. B. Shaw: Pygmalion, matka pana Higginse, Komorní divadlo, režie Ota Ornest
- 1957 František Langer: Obrácení Ferdyše Pištory, Irma Pištorová, Divadlo Komedie, režie Rudolf Hrušínský
- 1960 Tennessee Williams: Skleněný zvěřinec, matka Armanda, Komorní divadlo, režie Ota Ornest

## Filmové role, výběr
- 1933 Na sluneční straně, barmanka, režie Vladislav Vančura
- 1933 Svět patří nám, dělnice, režie Martin Frič
- 1936 Velbloud uchem jehly, členka Společenského klubu, režie Hugo Haas
- 1937 Filosofská historie, bojovnice na barikádě, režie Otakar Vávra
- 1938 Včera neděle byla, paní Kalašová, režie Walter Schorsch
- 1941 Modrý závoj, žena režiséra, režie J. A. Holman
- 1943 Čtrnáctý u stolu, Linhartová, režie Oldřich Nový a Antonín Zelenka
- 1944 Počestné paní pardubické, švadlena, režie Martin Frič
- 1945 Řeka čaruje, paní lékárníková, režie Václav Krška
- 1957 Poslušně hlásím, žena v bílém kabátu, režie Karel Steklý
- 1963 Strach, bytná Grossová, režie Petr Schulhoff
- 1966 Ženu ani květinou neuhodíš, prodavačka prádla, režie Zdeněk Podskalský
- 1968 Vajíčko, paní Berthoulletová, režie Ota Ornest/Eduard Landisch (TV divadelní záznam)